# Mirjam Pressler
Mirjam Pressler (Darmstadt, 18 de junio de 1940 - Landshut, 16 de enero de 2019) fue una escritora de literatura juvenil e infantil alemana. También fue traductora de más de 200 obras al alemán del holandés, flamenco, hebreo, inglés... un trabajo por el que obtuvo en 1994 el Premio Alemán de Literatura Juvenil.

## Biografía
Hija ilegítima de una madre judía, fue criada en familias de acogida. De niña, su única distracción fue leer. A la edad de 11 años, la llevaron a un orfanato católico, lo dejó para estudiar pintura en la Academia de Bellas Artes de la Universidad Louis-et-Maximilien en Frankfurt am Main e idiomas en Munich. Después de un divorcio y de pasar unos años en un kibutz en Israel, regresó a Alemania y se estableció en Munich.

### Trayectoria literaria
Trabajaba en una tienda de ropa pero a la edad de 40 años escribe y publica su primera novela, Chocolate amargo, sobre una joven víctima de bulimia, vendiendo 400 000 copias. Sus novelas juveniles se centran en la vida adolescente, sus problemas y sus familias. En total, es autora de más de 40 libros para jóvenes.
En 1991, tradujo la primera edición completa (sin las omisiones de Otto Frank) del Diario de Ana Frank, solicitado por la Casa de Ana Frank, edición que se utilizó de base para las siguientes traducciones. Después de esta primera traducción, escribió una biografía de Anne Frank para niños y una biografía de toda la familia Frank. 
También fue traductora en varios idiomas: traduce obras del hebreo, incluidas las de Amos Oz, del escritor polaco Uri Orlev y de la escritora israelí Zeruya Shalev, así como una edición crítica de Anne Frank Journal. También traduce del holandés a Annie MG Schmidt, Mies Bouwhuys y Anja Meulenbelt. En 1994, por su labor como traductora, se le concedió el Premio especial de Literatura Juvenil Alemana, y en reconocimiento a toda su obra se le ha otorgado la medalla Carl Zuckmayer. 
Murió el 16 de enero de 2019 en Landshut después de una larga enfermedad. Está enterrada en el cementerio de Landshut. Su última novela, Dunkles Gold, se publicó póstumamente en marzo de 2019.
En 2020, fue nuevamente seleccionada, esta vez póstumamente, para representar a su país, Alemania, para el Premio Hans-Christian-Andersen, en la categoría Autor, premio internacional danés. Ha sido seleccionada varias veces, incluido 2018, y fue finalista en 2014 y 2016. Entre sus novelas destacan Chocolate amargo, Cuando llega la suerte, debes ponerle una silla y Malka Mai. Tuvo tres hijas.

## Obras
- Chocolate amargo (Premio del Libro infantil y Juvenil de Oldenburg, 1980)
- Arañazos en la pintura
- Un libro para Hanna.[19]
- Si llega la suerte, ponle una silla (Premio Alemán de Literatura Juvenil).[20]
- Malk Mai (Premio Alemán del Libro).[21]

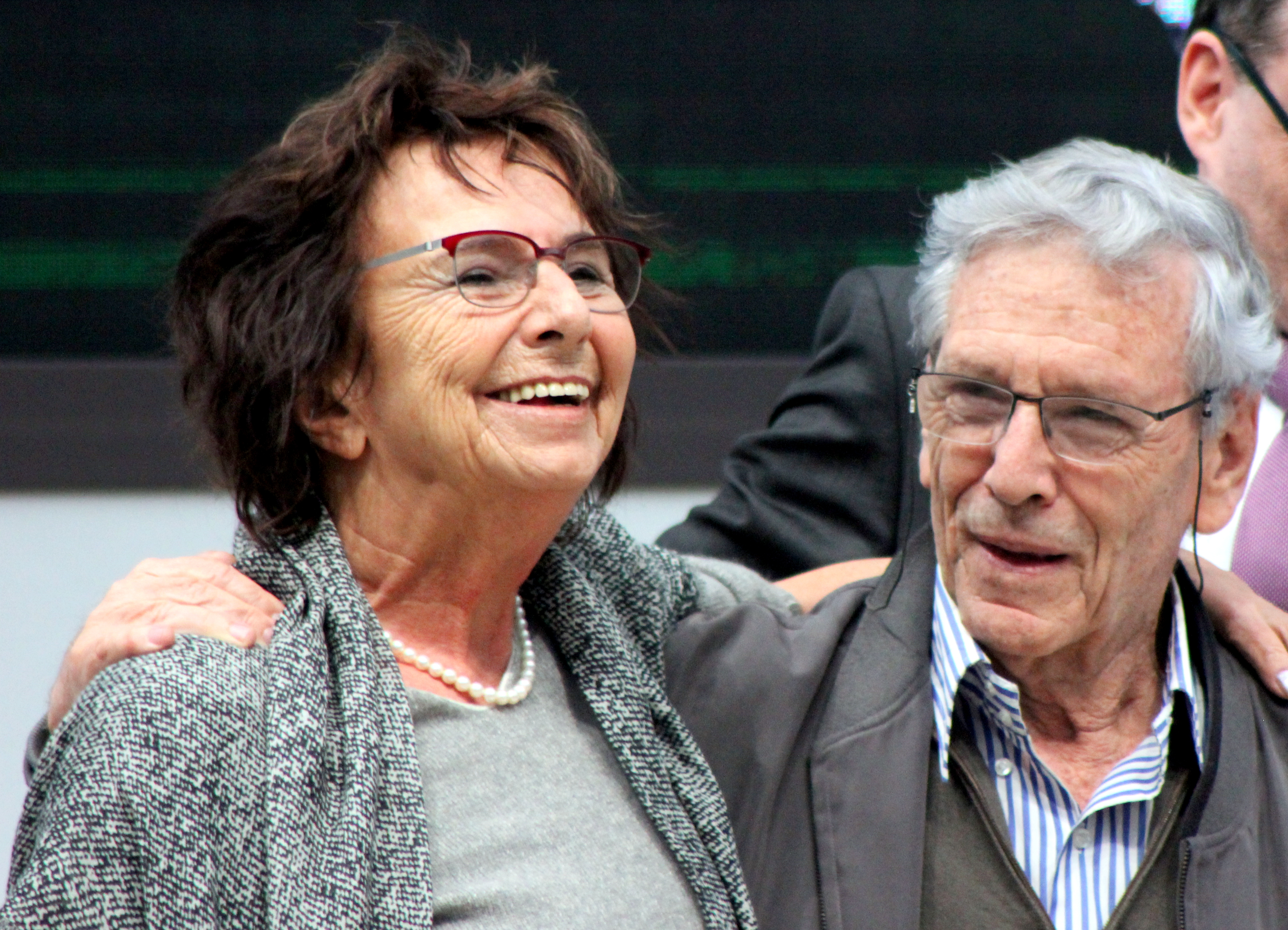
Mirjam Pressler y Amos Oz

- Mi hermano silencioso el Golem
- La hija de Shylock
- Días de sorpresa.[22]
- A trompicones.[23]
- Gatos de noviembre.[24]
- Nathan y sus hijos
- Para Isabel fue amor
- Es lo que más deseo
- El imitador de pájaros

## Premios y reconocimientos
- Oldenburger Jugendbuchpreis en 1980
- El Bücherpreis en 2002
- La vache qui lit en 2002
- La medalla Carl Zuckmayer (2001)
- Corine Literature Prize (2009)
- Buber-Rosenzweig-Medal (2013)
- Leipzig Book Fair Prize (2015) por la traducción de Judas de Amos Oz
- La Orden del Mérito de la República Federal de Alemania (2018)